# جامعة طنطا الأهلية
جامعة طنطا الأهلية هي جامعة أهلية غير هادفة للربح وتهتم بالتميز في التعليم والبحث العلمي وتدعمها الدولة وتوجد في سبرباي، الغربية، مصر.
الموقع الرسمى لجامعة طنطا

## التاريخ
21 نوفمبر 2020، أعلن رئيس جامعة طنطا عن موافقة المجلس الأعلى للجامعات على إنشاء جامعة طنطا الأهلية بمجمع الكليات بسبرباى، موضحًا أن الجامعة ستبدأ الدراسة بها في 4 كليات جديدة هي كلية العلوم وتكنولوجيا النانو، وكلية العلاج الطبيعى، وكلية إدارة المشروعات وتطوير الأعمال، وكلية الهندسة والتكنولوجيا المتقدمة.

## الكليات
- كلية العلوم وتكنولوجيا النانو.
- كلية العلاج الطبيعي.
- كلية إدارة المشروعات وتطوير الأعمال.
- كلية الهندسة والتكنولوجيا المتقدمة.